# John Christian
John Lorenzo Christian, (ur. 15 lipca 1895, zm. 28 czerwca 1984) - polityk Pitcairn, burmistrz wysp w latach 1952-1954 oraz w latach 1960-1966.

## Życiorys
Christian był synem lokalnego polityka Gerarda i jego żony Helen. John do końca życia był w związku małżeńskim z Bernice Christian (z domu Young), która była córką Arthura Younga i Adeli Young (z domu Schmidt). W 1980 roku, Christian i jego małżonka byli najstarszymi ludźmi żyjącymi na Pitcairn (on miał 85 lat a ona 81 lat). 28 czerwca 1984 r. John zmarł (miał 88 lat), a jego małżonka zmarła w 1993 r. (w wieku 94 lat). Małżeństwo to nie miało żadnych dzieci.
W 1952 roku, Christian został Magistrate na Pitcairn (ówczesna nazwa obecnego urzędu burmistrza) i urząd sprawował do 1954 roku, kiedy zastąpił go Charles Christian. Urząd ten ponownie objął w 1961 r., zastępując Warrena Christiana; w 1966 r. Christiana zastąpił Pervis Young.